# انسحاب نرجسي
يمكن وصف الانسحاب النرجسي لدى الأطفال بأنه «شكل من أشكال النرجسية القاهرة الذي يتميز بالابتعاد عن الشخصيات الأبوية وبتوهم إمكانية تحقيق الاحتياجات الأساسية من خلال الفرد بمفرده دون الآخرين».
وبالنسبة للبالغين فإنه "في الأدب المعاصر يكون مصطلح الانسحاب النرجسي على الدفاع الذاتي في الشخصيات المرضية". ربما يشعر مثل هذا الشخص النرجسي أنه ينبغي عليه الانسحاب من أي علاقة تهدد بالاستمرار لفترة غير قصيرة الأجل: وفي نفس الوقت داخل العلاقات، يعد "الانسحاب والرفض و"المعالجة الصامتة" آليات إيذاء كلاسيكية  يستخدمها الشخص النرجسي.

## التحليل النفسي
استخدم فرويد المصطلح «لوصف ارتداد الرغبة الجنسية لدى الفرد عن الهدف إلى ذواتهم... كمساوٍ للنكوص النرجسي». وقد أشارت مقالة حول النرجسية إلى استكشافه الفكرة من خلال اختبار أحداث الحياة اليومية مثل المرض أو النوم: «حالة النوم، أيضًا تشبه المرض في تضمّن الانسحاب النرجسي لحالات الرغبة الجنسية للفاعل تجاه نفسه». وبعد سنوات قليلة لاحقة في مقال «الحزن والاكتئاب»... والذي يُعد أشهر مساهمات فرويد في نظرية العلاقة بالآخر  درس كيف أن «الانسحاب من الرغبة الجنسية على أساس نرجسي» في الاكتئاب يمكن أن يسمح بفتور العاطفة ووقايتها على حد سواء: «من خلال الهروب إلى محاولات إخماد حب الذات».
ويمكن أن يوسع أوتو فينيشيل نطاق تحليله إلى حالات تشمل الشخصية الحدية، مبرهنًا على كيف أنه في «الامتناع التفاعلي للرغبة الجنسية يعتبر نكوص النرجسية نكوصًا في القدرة الكلية الأولية النرجسية والتي يعود ظهورها في شكل جنون العظمة».
وبالرغم من ذلك فمن وجهة نظر ميلاني كلاين يظهر عنصر أكثر إيجابية هو: «الإحباط، والذي يثير الانسحاب النرجسي، حيث يعتبر أيضًا عنصرًا أساسيًا في التأقلم مع الحقيقة». وعلى نحو مماثل «أشار وينيكوت إلى أنه يوجد جانب للانسحاب يعد صحيًا»، معتبرًا أنه يمكن أن يكون ""مساعدًا في التفكير في الانسحاب كحالة يتحمل فيها الشخص المعني (الطفل أو البالغ) جزءًا متراجعًا من النفس ويرعاه، على حساب العلاقات الخارجية"".
ومع ذلك فمنذ منتصف العشرينيات إلى ما بعد انصبّ الاهتمام بصورة متزايدة على «الحالة التي ينشد فيها الفاعل الانسحاب النرجسي كحل دفاعي وملاذ مؤقت يظهر للوجود كدفاع ضد هدف مخيب للآمال أو غير جدير بالثقة. وقد وجد المؤلفون مثل هاينز كوهوت أو أوتو كيرنبرج» هذا في دراسات الشخصيات النرجسية أو أمراض الشخصيات الحدية.
لقد اعتبر كوهوت أن "الشخص غير المحصن نرجسيًا يستجيب للإصابة النرجسية الفعلية (أو المتوقعة) إما بالانسحاب الخجول أو من خلال الغضب النرجسي". وقد رأى كيرنبيرج الفرق بين النرجسية العادية و""النرجسية المرضية [مثل] الانسحاب إلى "الانعزال الباهر"" في موقف لاحق، بينما اهتم هربرت روزينفيلد "بحالات الانسحاب التي تظهر بكثرة لدى المرضى النرجسيين حيث يصبح الموت مثاليًا باعتباره أسمى من الحياة"، وهذا إلى جانب "تبدل حالات الانسحاب النرجسي وتحلل الذات".

### الانسحاب الانعزالي
تعد الانعزالية: مرتبطة بشكل وثيق بالانسحاب النرجسي وهو الهروب من الضغط الكبير من خلال إلغاء العلاقات العاطفية تمامًا". وكل هذه "الملاذات الرائعة من الحاجة تعد أشكالًا من الحرمان العاطفي، وحالات جنون العظمة وتحريفات الحقيقة الناتجة عن الخوف".

## علم الاجتماع
«يعزل النرجسيون أنفسهم، ويتركون أسرهم ويتجاهلون الآخرين ويفعلون أي شيء للحفاظ على شعور خاص بالذات» ومع وذلك، يمكن القول إن هذا «الانسحاب النرجسي تطارده الذات البديلة: الخاصة به التي تعتبر شبح الوجود الاجتماعي التام» - مع الأفراد الذين يعيشون حياتهم «في تواصل مستمر حيث يدور سلوكهم في نطاق يبدأ من أقصى درجات الالتزام الاجتماعي إلى أقصى درجات الانسحاب الاجتماعي».
إذا كان أحد العوامل المساهمة «في جميع أنماط الانسحاب النرجسي، والتي يعد فيها الاكتئاب أكبر المعوقات»، هو أن يصل «الشخص المكتئب إلى تقدير مقدار الجهد الاجتماعي المطلوب بوعي في المسار الطبيعي للحفاظ على مكانة الشخص في المهمات».

## العلاج
ترى نظرية العلاقة بالآخر عملية العلاج كعملية يمكن للمعالج من خلالها تمكين مريضه أو مريضته من «إعادة وضع الآخر من الاستخدام الانفصامي الصريح إلى الاستخدام الانفصامي المشترك (بداية) حتى تظهر العلاقة بالآخر - المناقشة والمجادلة والتمجيد والكراهية، إلى غير ذلك. - في النهاية».
وقد اعتبر فينيشيل أن المرضى "الذين يعد نكوصهم النرجسي رد فعل للإصابات النرجسية؛ إذا ما أظهروا هذه الحقيقة
ومنحوا وقتًا لمواجهة الإصابات الحقيقية ولوضع أنواع أخرى من الانفعال، يمكن أن تتم مساعدتهم بشدة" ومع ذلك فقد اعتبر نيفيل سايمينغتون أنه "غالبًا يتطور نوع من الحرب بين المحلل والمريض، فالمحلل يحاول جذب المريض خارج شرنقة وعائه النرجسي والمريض يذهب بكل قوته في الاتجاه المعاكس".

## النظائر الثقافية
- في رواية لم أعدك أبدًا بحديقة الورود تساءل معالج البطل المضطرب ' "إذا كان هناك نمط ما... تتخلى فيه عن سر لوجهة نظرنا ثم تصبح شديد الخوف فتهرب للاختفاء في خوفك أو في عالمك السري". لتحيا هناك."'.[23]
- وبصورة أشمل فقد وُصفت فترة العشرينيات بأنها فترة «تغيّرات حيث تم توجيه النساء نحو الانسحاب النرجسي بدلًا من تطوير ذوات قوية».[24]

## كتابات أخرى
- D. W. Winnicott, "Withdrawal and regression" in Collected Papers (London 1958)